# Igor Sikorsky
Igor Ivanovich Sikorsky (em russo:  Игорь Иванович Сикорский; Kiev, 25 de maio de 1889 — Easton, 26 de outubro de 1972) foi um pioneiro russo-americano da aviação tanto em helicópteros quanto em aeronaves de asa fixa. Seu primeiro sucesso veio com o S-2, a segunda aeronave de sua concepção e construção. Seu quinto avião, o S-5, lhe rendeu reconhecimento nacional e a licença de piloto número 64 da F.A.I. Seu S-6-A recebeu a mais alta premiação na Exposição de Aviação de Moscou de 1912, e no outono daquele ano, a aeronave ganhou o primeiro prêmio para seu jovem designer, construtor e piloto na competição militar em São Petersburgo.
Depois de imigrar para os Estados Unidos em 1919, Sikorsky fundou a Sikorsky Aircraft Corporation em 1923 e desenvolveu o primeiro hidroavião da Pan American Airways na década de 1930.
Em 1939, Sikorsky desenhou e voou no Vought-Sikorsky VS-300, o primeiro helicóptero americano viável, que foi pioneiro na configuração de rotor usada pela maioria dos helicópteros hoje. Sikorsky modificou o projeto e criou o Sikorsky R-4, que se tornou o primeiro helicóptero produzido em massa do mundo em 1942.

## Vida

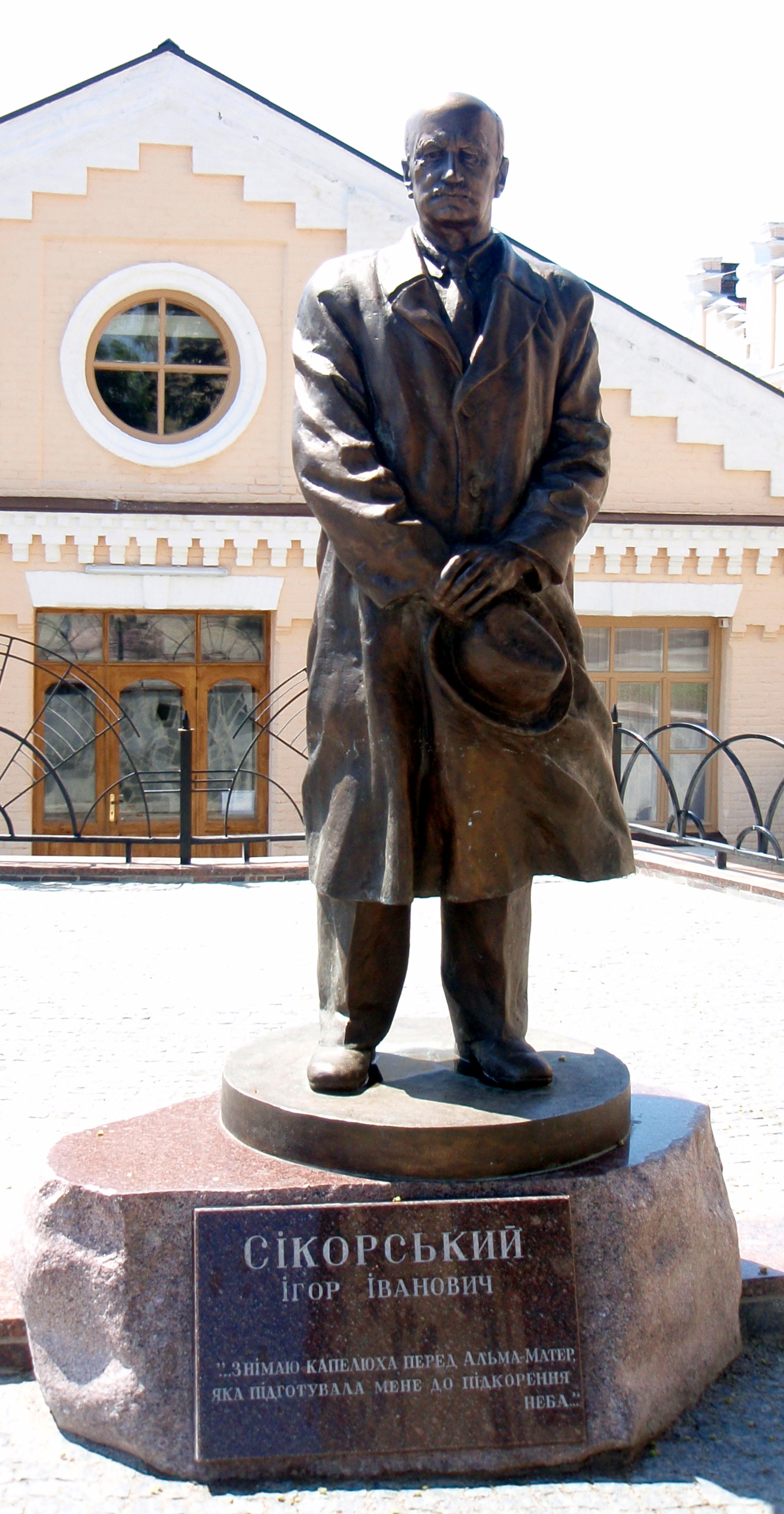
Monumento a Igor Sikorsky em Kiev

Nascido em Kiev capital da Ucrânia (à época, parte do Império Russo), Sikorsky posteriormente naturalizou-se estadunidense. Concebeu o primeiro avião quadrimotor e desenvolveu os primeiros hidroaviões de casco para a Pan American Airways, nos anos 1930. Também liderou, em 1940, o desenvolvimento do helicóptero Vought-Sikorsky VS-300, dentro da configuração que se tornou usual - um rotor principal e um rotor vertical antitorque, na cauda. O VS-300 (ou S-46) equipado com flutuadores foi o primeiro helicóptero anfíbio funcional da história.
Embora Sikorsky seja frequentemente aclamado como o responsável pela produção de helicópteros em série e por outros feitos ligados à história do helicóptero, algumas fontes indicam que esses méritos seriam devidos ao alemão Anton Flettner, que parece ter sido, de fato, o responsável pelo desenvolvimento do primeiro helicóptero monorrotor, bem como pela fabricação em massa e pelo uso realmente significativo dessas aeronaves durante a Segunda Guerra Mundial.
Um pequeno documentário de 1936 mostra o FI-185 de Flettner em voo.
| “ | Se você estiver em perigo em qualquer parte do mundo, um avião pode sobrevoar o local e lhe jogar flores, mas um helicóptero pode pousar e salvar a sua vida. | ” |
|   | — Igor Sikorsky (1889-1972). |   |

## Trabalhos publicados
- Sikorsky, Igor Ivan. The Message of the Lord's Prayer. New York: C. Scribner's sons, 1942. OCLC 2928920
- Sikorsky, Igor Ivan. The Invisible Encounter. New York: C. Scribner's Sons, 1947. OCLC 1446225
- Sikorsky, Igor Ivan. The Story of the Winged-S: Late Developments and Recent Photographs of the Helicopter, an Autobiography. New York: Dodd, Mead, 1967. OCLC 1396277